# Boniek García
Oscar Boniek García Ramírez (ur. 4 września 1984 w Tegucigalpie) – honduraski piłkarz grający na pozycji środkowego pomocnika. Imię „Boniek” zostało mu nadane na cześć polskiego piłkarza Zbigniewa Bońka.

## Kariera klubowa
García jest wychowankiem klubu Olimpia Tegucigalpa wywodzącego się ze stolicy kraju. W 2003 roku zadebiutował w jego barwach w pierwszej lidze Hondurasu. Już w tym samym roku wywalczył z nim mistrzostwo fazy Apertura, swoje pierwsze w karierze. W sezonie 2004/2005 został mistrzem fazy Clausura, a w kolejnym (2005/2006) powtórzył to osiągnięcie.
Latem 2006 roku García odszedł z Olimpii i przeszedł do Marathónu San Pedro Sula. Spędził tam rok i zajął 4. miejsce w mistrzostwach fazy Clausura. W 2007 roku Oscar wrócił do Olimpii Tegucigalpa i jest jej podstawowym pomocnikiem. 7 czerwca 2012 roku Garcia został zawodnikiem Houston Dynamo, klubu z amerykańskiej Major League Soccer.

## Kariera reprezentacyjna
W reprezentacji Hondurasu García zadebiutował w 2005 roku. W tym samym roku był podstawowym zawodnikiem swojej drużyny w Złotym Pucharze CONCACAF, która dotarła do półfinału. Z kolei w 2007 roku wystąpił w Złotym Pucharze CONCACAF 2007 i tym razem doszedł z Hondurasem do ćwierćfinału. Był także członkiem kadry na MŚ w RPA. Jest częścią drużyny Hondurasu na 2014 FIFA World Cup w Brazylii.